# Sjouke Jonker
Sjouke Jonker (ur. 9 września 1924 w Hadze, zm. 13 kwietnia 2007 w Sierre) – holenderski polityk i dziennikarz, poseł do Parlamentu Europejskiego I kadencji.

## Życiorys
Od 1945 do 1959 pracował jako dziennikarz specjalizujący się w polityce, był korespondentem kilku europejskich gazet. Zaangażował się w działalność polityczną w ramach Partii Antyrewolucyjnej i później Apelu Chrześcijańsko-Demokratycznego. Od 1959 kierował działem informacji ds. rolnictwa w ramach Wspólnot Europejskich. Był asystentem Sicco Mansholta, następnie został zastępcą i od 1970 szefem jego gabinetu, gdy Mansholt objął tekę komisarza europejskiego. W 1979 wybrany do Parlamentu Europejskiego, przystąpił do Europejskiej Partii Ludowej. Został wiceprzewodniczącym Komisji ds. Instytucjonalnych (1982–1984), należał też m.in. do Komisji ds. Stosunków Gospodarczych z Zagranicą. W roku 1984 był sekretarzem generalnym Ruchu Europejskiego.
Był żonaty, miał czworo dzieci. Należał do Reformowanych Kościołów w Holandii.